# Michał Bernardelli
Michał Bernardelli (ur. 21 marca 1980) – polski matematyk, ekonomista oraz biegacz średnio- i długodystansowy.

## Życiorys
Absolwent Międzywydziałowych Indywidualnych Studiów Matematyczno-Przyrodniczych na Uniwersytecie Warszawskim. W 2003 roku uzyskał stopień magistra na dwóch kierunkach (matematyka i informatyka) na Wydziale Matematyki, Informatyki i Mechaniki tej uczelni. W 2008 roku na tym samym wydziale na podstawie rozprawy pt. Metody Dirichleta-Neumanna równoległego rozwiązywania dyskretyzacji zagadnień eliptycznych uzyskał stopień doktora nauk matematycznych. W 2020 na podstawie rozprawy pt. Zastosowanie ukrytych modeli Markowa w ekonomii i finansach, ze szczególnym uwzględnieniem badań koniunkturalnych uzyskał w Szkole Głównej Handlowej w Warszawie (SGH) stopień doktora habilitowanego nauk społecznych w dyscyplinie ekonomia i finanse. 
Profesor uczelni w Zakładzie Metod Probabilistycznych Instytutu Ekonometrii SGH, od 2015 roku kierownik Centrum Wychowania Fizycznego i Sportu SGH,  Prodziekan (2020−2024), a następnie Dziekan Studium Magisterskiego tej uczelni w kadencji 2024–2028. Obszar jego zainteresowań naukowych to analiza i eksploracja danych, w szczególności w zagadnieniach big data, metodach predykcyjnych oraz optymalizacji.
Zawodnik klubów: KS Warszawianka Warszawa (2003−2009), LŁKS Prefbet Śniadowo Łomża (od 2010). Wicemistrz Polski w biegu na 5000 metrów (2012) oraz brązowy medalista na 1500 metrów (2004). Dwukrotny halowy wicemistrz Polski w biegu na 3000 metrów (2005, 2010) oraz brązowy medalista na 1500 metrów (2005), złoty medalista w drużynie na Mistrzostwach Polski w Biegach Przełajowych (2017). Wielokrotny złoty medalista mistrzostw świata weteranów. 
Wybrane rekordy życiowe: 1500 metrów − 3:41,73 (2005), 3000 metrów − 8:02,70 (2011), 5000 metrów − 14:24,95 (2012).

## Życie prywatne
W 2016 ożenił się z Iwoną Lewandowską.